# 吉格梅·凯萨尔·纳姆耶尔·旺楚克
吉格梅·凯萨尔·纳姆耶尔·旺楚克（宗喀語：འཇིགས་མེད་གེ་སར་རྣམ་རྒྱལ་དབང་ཕྱུག，威利：'Jigs-med Ge-sar rNam-rgyal dBang-phyug，THL：Jigme Khesar Namgyel Wangchuck，按藏文譯法：旺秋·晉美格薩朗傑，1980年2月21日—），現任不丹國王，于2006年12月14日即位。他是旺楚克王朝的第5代君主 。

## 簡介

### 家庭
凯萨尔国王出生於尼泊爾加德满都, 成長於不丹的地陳高靈宮殿，凯萨尔国王是不丹第4任国王吉格梅·辛格·旺楚克和第三王后查琳·央东长子，他有一個妹妹Dechen Yangzom公主，和弟弟Jigme Dorji王子，以及4位同父异母的姐妹，3位同父异母的弟弟。2011年5月，國王宣佈與年輕10歲的吉增·佩瑪訂婚，並打算於同年10月完婚。2011年10月13日，國王與吉增·佩瑪在普那卡市一間寺院完婚。2016年2月5日，吉增王后為他誕下一名王子。2020年3月19日，吉增王后再誕下次子。2023年9月9日，吉增王后再產下長女。

### 教育
凯萨尔国王在不丹的Yangchenphu高等中學完成他的学业。此后，凯萨尔国王前往美國麻薩諸塞州的菲利普斯學院，庫欣學院與惠頓大學继续他的学业。国王在英国的牛津大學完成政治學碩士学位。

## 国王時期

### 繼承大統

#### 執政理念
不丹政府於2008年11月正式启用一个國民幸福總值的指数，以对应世界通用的国内生产总值。国王秉承其父早在1970年代就提出的理念，认为國民幸福總值比国内生产总值更重要，经过数十年的规划，终于在近几年成功制定了一套相当繁复的“幸福指标”，施行于全国。

#### 海外人氣

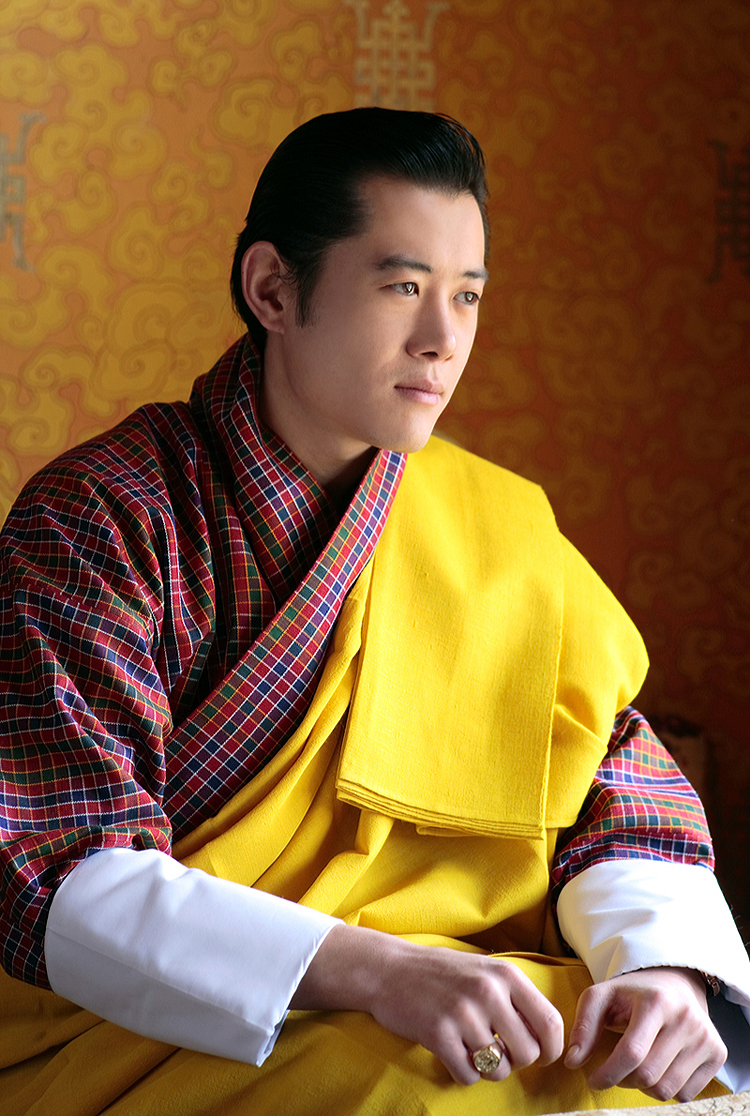
王室官方照片。

2013年，數次獲得邀請出訪印度，另外也於2015年出席新加坡前總理李光耀的葬禮和於2022年出席英女王伊利沙伯二世的葬禮。